# Véio
Cícero Alves dos Santos (Nossa Senhora da Glória, 12 de maio de 1947), mais conhecido pelo nome artístico Véio, é um artista plástico sergipano que trabalha produzindo esculturas de madeira.

## Biografia
Cícero Alves dos Santos nasceu no município de Nossa Senhora da Glória, no sertão do estado brasileiro de Sergipe, no dia 12 de maio de 1947. Tendo como pais Maximino Alves dos Santos e Maria Júlia de Oliveira, Cícero ganhou seu nome artístico e apelido, "Véio", por conviver com pessoas idosas e por gostar de ouvir suas histórias.
Sendo um filho de lavradores que completou apenas o primeiro grau na escola, segundo ele, também não teve formação artística. Ainda criança, quando não estava ocupado na lavoura, fazia pequenas esculturas de animais e pessoas com cera de abelha, as quais escondia dos pais, que consideravam aquilo "brincar de boneca". Mais tarde, passou a usar madeira extraída da vegetação morta da Caatinga em suas esculturas, especialmente galhos e troncos.

### Carreira
Véio produz peças com madeira de troncos pintada e com entalhes, sendo as últimas menores que as primeiras. Algumas de suas obras baseiam-se em histórias e lendas sergipanas, e muitas exploram temas sociais, retratando, por exemplo, agricultores, artesãos e indígenas.
Véio tem obras em coleções particulares e galerias e já as expôs no Brasil e no exterior. Muitas outras ele abriga em sua residência, o sítio Soarte ("só arte"), localizado entre os municípios de Nossa Senhora da Glória e Feira Nova. O sítio também lhe serve de ateliê e museu (o "Museu do Véio" ou "Museu do Sertão", como também é conhecido), onde o artista expõe esculturas espalhadas ao ar livre, em meio a uma coleção de 17 mil itens.
Três de suas obras aparecem na capa do álbum Parescências do músico carioca Tim Rescala. Véio foi escolhido, entre outros artistas, pelo Prêmio Itaú Cultural 30 Anos, promovido em 2017. Em 2019, recebeu da Universidade Federal de Sergipe o Grau de Mérito Universitário Especial em Artes e Cultura Popular. E, no dia 5 de março de 2024, aos 77 anos, o artista recebeu o título de doutor honoris causa da mesma universidade.